# Comte da Cunha
Le titre de comte da Cunha fut créé par le roi Joseph Ier de Portugal, le 15 mars 1760, en faveur de Antônio Álvares da Cunha, futur vice-roi du Brésil.

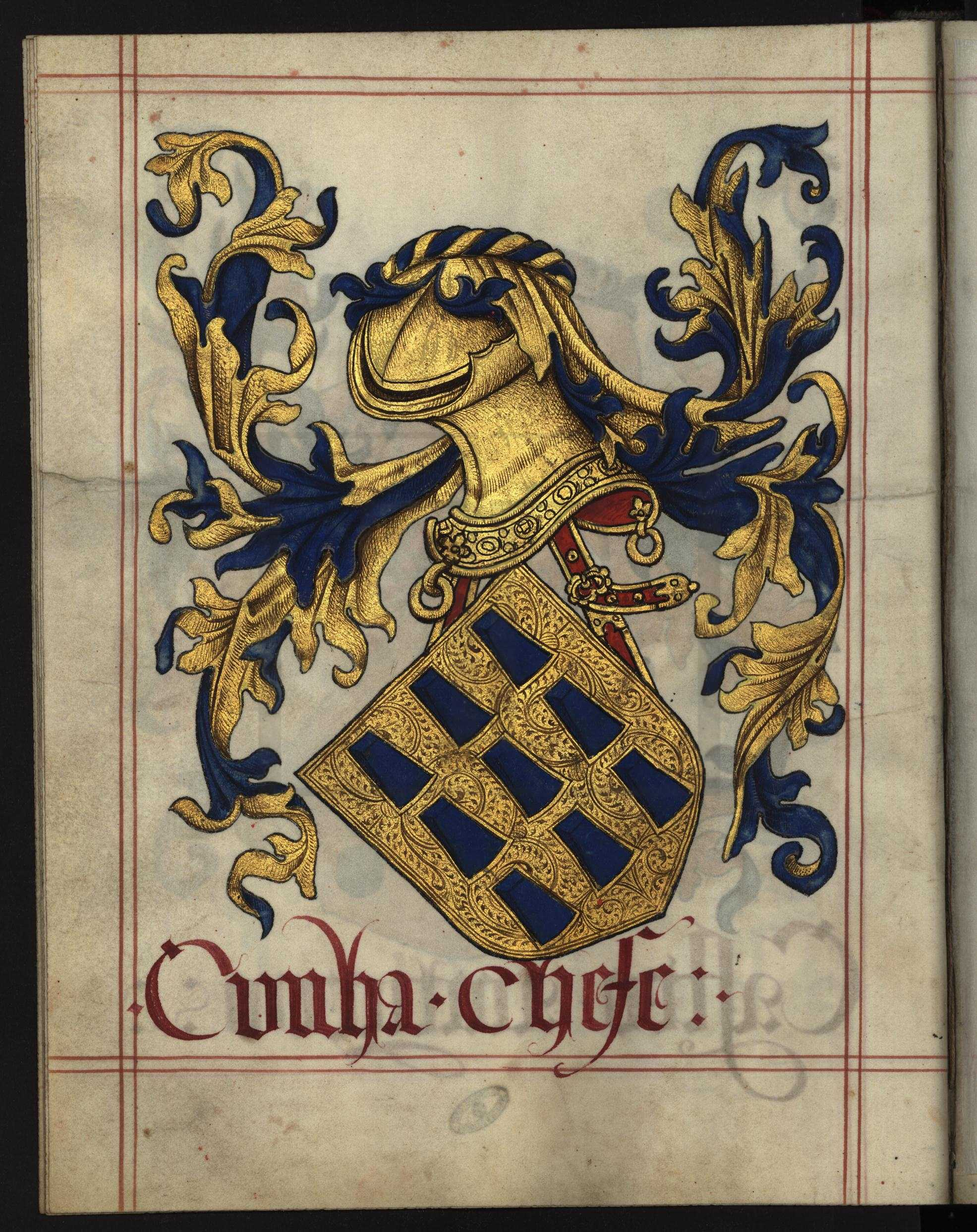
Armes des Cunha, seigneurs de Tábua et comtes da Cunha

## Liste des comtes da Cunha
1. Antônio Álvares da Cunha19e Seigneur de Tábua, Capitaine de mer et guerre de l'Armée royale, Gouverneur et capitaine général de Mazagan au Maroc (1745 - 1752), gouverneur de l'Angola (1753 - 1758) et vice-roi du Brésil (1763 - 1767)
2. José Vasques Álvares da Cunha20e Seigneur de Tábua, Officier de la Maison royale, Capitaine de l'Armée royale, Gouverneur et capitaine général de Mazagan au Maroc
3. Pedro Álvares da Cunha21e Seigneur de Tábua
4. D. José Maria Vasques Álvares da Cunha
5. Guterre José Maria Vasques Álvares da Cunha